# Угуйский сельсовет
Угуйский сельсовет — сельское поселение в Усть-Таркском районе Новосибирской области Российской Федерации.
Административный центр — село Угуй.

## История
Статус и границы сельского поселения установлены Законом Новосибирской области от 2 июня 2004 года № 200-ОЗ «О статусе и границах муниципальных образований Новосибирской области»

## Население
| 2002 | 2010 | 2012 | 2013 | 2014 | 2015 | 2016 |
| ---- | ---- | ---- | ---- | ---- | ---- | ---- |
| 642  | ↘586 | ↘571 | ↗585 | →585 | ↘566 | ↘557 |
| 2017 | 2018 | 2019 | 2020 | 2021 |      |      |
| ↘537 | ↘524 | ↘523 | ↘518 | ↘507 |      |      |

## Состав сельского поселения
| № | Населённый пункт | Тип населённого пункта       | Население |
| - | ---------------- | ---------------------------- | --------- |
| 1 | Угуй             | село, административный центр | ↗319      |
| 2 | Черниговка       | деревня                      | ↗187      |
| 3 | Чичканка         | деревня                      | ↘80       |